# Alejandro Bedoya
Alejandro Bedoya (ur. 29 kwietnia 1987 w Englewood) – amerykański piłkarz kolumbijskiego pochodzenia, występujący najczęściej na pozycji środkowego pomocnika. Od 2016 roku zawodnik Philadelphia Union.

## Początki
Bedoya urodził się w Englewood w stanie New Jersey, a dorastał w Miami. Zarówno jego ojciec – Adriano, jak i dziadek – Fabio, zawodowo grali w piłkę nożną w Kolumbii. Alejandro uczęszczał do St. Thomas Aquinas High School w Fort Lauderdale, a następnie do Boston College i Fairleigh Dickinson University. Na dwóch ostatnich uczelniach grał w uniwersyteckich zespołach: odpowiednio Fairleigh Dickinson Knights i Boston College Eagles.

## Kariera klubowa
Bedoya po ukończeniu edukacji, zamiast startować w MLS SuperDraft podobnie jak jego rówieśnicy, zdecydował się na wyjazd za granicę. Pod koniec 2008 roku podpisał kontrakt ze szwedzkim Örebro, a do treningów z tą drużyną dołączył 7 stycznia 2009. 6 kwietnia 2009 zadebiutował w tamtejszej lidze zwanej Allsvenskan. Swoją pierwszą bramkę w Szwecji zdobył natomiast w rozgrywkach Svenska Cupen przeciwko Halmstads. Dzięki swojej dobrej formie, w 2010 roku został wybrany przez serwis SoccerOverThere.com do najlepszej jedenastki Amerykanów grających w Europie. W latach 2013–2016 grał w FC Nantes. Latem 2016 przeszedł do Philadelphia Union.

### Statystyki klubowa
| Sezon   | Klub            | Kraj    | Rozgrywki     | Mecze | Bramki | Rozgrywki Europy                    | Mecze | Bramki |
| ------- | --------------- | ------- | ------------- | ----- | ------ | ----------------------------------- | ----- | ------ |
| 2009    | Örebro SK       | Szwecja | Allsvenskan   | 25    | 2      | -                                   | -     | -      |
| 2010    | Örebro SK       | Szwecja | Allsvenskan   | 26    | 2      | -                                   | -     | -      |
| 2011    | Örebro SK       | Szwecja | Allsvenskan   | 14    | 4      | -                                   | -     | -      |
| 2011/12 | Rangers F.C.    | Szkocja | S.Premiership | 12    | 1      | -                                   | -     | -      |
| 2012    | Helsingborgs IF | Szwecja | Allsvenskan   | 8     | 1      | Liga Mistrzów UEFA Liga Europy UEFA | 2 6   | 0 0    |
| 2013    | Helsingborgs IF | Szwecja | Allsvenskan   | 12    | 5      | -                                   | -     | -      |
| 2013/14 | FC Nantes       | Francja | Ligue 1       | 31    | 5      | -                                   | -     | -      |
| 2014/15 | FC Nantes       | Francja | Ligue 1       | 28    | 3      | -                                   | -     | -      |
| 2015/16 | FC Nantes       | Francja | Ligue 1       | 28    | 3      | -                                   | -     | -      |

Stan na: koniec sezonu 2015/2016

## Kariera reprezentacyjna
22 grudnia 2009 Bedoya otrzymał pierwsze powołanie do seniorskiej reprezentacji USA, natomiast zadebiutował w niej 23 stycznia 2010 w spotkaniu z Hondurasem. Został powołany przez selekcjonera Boba Bradleya do szerokiej kadry na Mundial 2010.

### Statystyki reprezentacyjne
| Reprezentacja | Rok       | Mecze | Gole |
| ------------- | --------- | ----- | ---- |
| USA           | 2010      | 6     | 0    |
| USA           | 2011      | 7     | 0    |
| USA           | 2013      | 6     | 1    |
| USA           | 2013-2014 | 13    | 0    |

Ostatnia aktualizacja: 25 września 2011.